# Ratte (Louhans)
Ratte is een gemeente in het Franse departement Saône-et-Loire (regio Bourgogne-Franche-Comté) en telt 365 inwoners (2005). De plaats maakt deel uit van het arrondissement Louhans.

## Geografie
De oppervlakte van Ratte bedraagt 9,0 km², de bevolkingsdichtheid is 40,6 inwoners per km².
De onderstaande kaart toont de ligging van Ratte (Louhans) met de belangrijkste infrastructuur en aangrenzende gemeenten.

## Demografie
Onderstaande figuur toont het verloop van het inwonertal (bron: INSEE-tellingen).